# Es Salobrar
Es Salobrar är en sjö i Spanien.   Den ligger i regionen Balearerna, i den östra delen av landet, 600 km öster om huvudstaden Madrid. Es Salobrar ligger på ön Mallorca. Trakten runt Es Salobrar består till största delen av jordbruksmark.